# Kuźnica Grabowska (gromada)
Kuźnica Grabowska – dawna gromada, czyli najmniejsza jednostka podziału terytorialnego Polskiej Rzeczypospolitej Ludowej w latach 1954–1972.
Gromady, z gromadzkimi radami narodowymi (GRN) jako organami władzy najniższego stopnia na wsi, funkcjonowały od reformy reorganizującej administrację wiejską przeprowadzonej jesienią 1954 do momentu ich zniesienia z dniem 1 stycznia 1973, tym samym wypierając organizację gminną w latach 1954–1972.
Gromadę Kuźnica Grabowska siedzibą GRN w Kuźnicy Grabowskiej utworzono – jako jedną z 8759 gromad na obszarze Polski – w powiecie wieluńskim w woj. łódzkim, na mocy uchwały nr 40/54 WRN w Łodzi z dnia 4 października 1954. W skład jednostki weszły obszary dotychczasowych gromad Kuźnica Grabowska, Jelenie i Głuszyna ze zniesionej gminy Czajków w tymże powiecie i województwie.
13 listopada 1954 (z mocą obowiązującą od 1 października 1954) gromada weszła w skład nowo utworzonego powiatu ostrzeszowskiego w woj. poznańskim, gdzie ustalono dla niej 18 członków gromadzkiej rady narodowej.
31 grudnia 1971 gromadę zniesiono, a jej obszar włączono do gromady Kraszewice w tymże powiecie.
Przez jeden rok (1972) Kuźnica Grabowska została pozbawiona funkcji administracyjnych, lecz już 1 stycznia 1973 w powiecie ostrzeszowskim (woj. poznańskie) reaktywowano zniesioną w 1953 roku gminę Kuźnica Grabowska (do 1953 gmina leżała w powiecie wieluńskim w woj. łódzkim). Zniesiono ją jednak już po czterech tygodniach, 26 stycznia 1973. W rzeczywistości, planowana gmina nie została utworzona.